# Testamentsexekutor
Testamentsexekutor är en person som förvaltar och skiftar dödsbon enligt en testators (den avlidne) testamente. Testamentsexekutorn tar över ansvaret  genom att förvalta dödsboet och verkställa testamentet. Testamentet måste vinna laga kraft innan förordnandet börjar. Förordnandet gäller inte om testamentet förklaras ogiltigt.
En testamentsexekutor är, till skillnad från en boutredningsman, även skiftesman. Undantag finns dock i 23 kap. 5 andra stycket Ärvdabalken (1958:637), ÄB där det framgår att "Om boet ställs under förvaltning av testamentsexekutor, är denne utan särskilt beslut skiftesman. Detta gäller dock inte, om någon annan redan har utsetts till skiftesman eller om testamentsexekutorn är delägare i boet". En boutredningsman kan bli skiftesman endast om dödsbodelägarna önskar det.

## Lagrum
19 kap. ÄB, behandlar testamentsexekutorer. Av 20 §, samma kapitel, framgår att:
| "Förordnande att vara testamentsexekutor skall, såvitt ej annat framgår av testamentet, anses innefatta bemyndigande att företaga alla för boets utredning erforderliga åtgärder. Det som sägs i 14 16, 18 och 19 §§ om boutredningsman skall tillämpas på testamentsexekutor och på den som genom testamente förordnats att endast i viss del verkställa utredningen efter den döde. Även i fråga om entledigande skall tillämpas det som sägs om boutredningsman. Skyldigheten enligt 14 a § att underrätta rätten om vem som tillställts årsredovisning gäller dock endast den som är boutredningsman. Lag (1996:245). |

Av 19 kap. 20 a § ÄB framgår vidare att:
| När dödsboet förvaltas av testamentsexekutor med behörighet att företräda boet i rättegång får var och en av delägarna i mål som rör boet väcka och föra talan som part i eget namn men för boets räkning, om övriga delägare är motparter i målet och testamentsexekutorn avstår från att föra boets talan. Delägare som har väckt talan har rätt till ersättning av dödsboet för kostnaderna i målet, i den mån kostnaderna täcks av det som har kommit boet till godo genom rättegången. Lag (1981:359). |

## Rättsfall
- Av NJA 1988 s. 594 framgår att "Av arvlåtare i testamente utsedd testamentsexekutor har förordnats till boutredningsman trots att efterarvingar till arvlåtarens tidigare avlidna make motsatt sig detta. 19 kap 3 § ÄB".[5]

- Av NJA 2007 s. 410 framgår att "Enbart den omständigheten att en testamentsexekutor biträtt även arvlåtarens sambo med upprättande av testamente har inte ansetts utgöra skäl mot att testamentsexekutorn förordnas som boutredningsman".[6]